# Miskawayh
Ahmad b. Muhammad b. Ya'qûb, dit Abû 'Alî, surtout connu sous le nom de Miskawayh ou Ibn Miskawayh, est un homme d'État, philosophe, historien, savant et bibliothécaire iranien d'expression arabe, né à Ray en 932 (an 320 de l'Hégire), mort presque centenaire à Ispahan en février 1030 (ṣafar an 421 de l'Hégire).

## Éléments biographiques
Sa vie personnelle est mal connue. Le biographe Yaqut al-Rumi le présente comme un mazdéen converti à l'islam - on sait qu'il y avait encore beaucoup de mazdéens à Ray au Xe siècle -, mais les noms de ses père et grand-père montrent que sa famille paternelle, en tout cas, était musulmane depuis au moins deux générations. Il vécut dans sa jeunesse à Bagdad, où il fut secrétaire et convive (nadim) d'Abu Muhammad al-Hasan al-Muhallabi, vizir de l'émir bouyide Muizz ad-Dawla Ahmad de 951 à 963. De 963 à 975, il retourna à Ray, où il fut bibliothécaire et archiviste, d'abord d'Ibn al-'Amîd (mort en 970), ensuite de son fils Abû al-Fath, les vizirs successifs de l'émir bouyide Rukn ad-Dawla (frère de Muizz ad-Dawla Ahmad). En 975, il revint à Bagdad avec Abû al-Fath et une armée. En 978, il entra au service d'Adhud ad-Dawla Fanna Khusraw (fils de Rukn ad-Dawla) à Chiraz, puis à Bagdad. Il semble avoir été responsable des services fiscaux, un domaine dont il traite largement dans son Histoire. Après la mort d'Adhud ad-Dawla (983), il servit probablement son fils Samsam ad-Dawla Marzuban à Ray (étant mentionné comme nadim d'Ibn Sa'dân, vizir de ce dernier). Après l'exécution d'Ibn Sa'dân (985), les données sur sa biographie deviennent très floues. Selon Yaqut al-Rumi, il aurait servi Baha' ad-Dawla Firuz (mort en 1012), le frère ennemi de Samsam ad-Dawla, régnant à Chiraz. Il mourut en 1030 à Ispahan, alors gouvernée par l'émir kakouyide Ala ad-Dawla Muhammad.
L'un des hommes les plus cultivés de son époque, il fréquenta à Bagdad le philosophe chrétien Yahya ibn Adi et appartint à un cercle d'éminents humanistes incluant Abû Sulaymân al-Sijistânî et Abû Hayyân al-Tawhîdî. On lui attribue une vingtaine d'ouvrages, où il aborde aussi bien la métaphysique que l'histoire, l'alchimie que la poésie. Mais comme chez beaucoup d'humanistes de son époque, sa pensée est centrée avant tout sur l'éthique et sur la recherche de la vie bonne.

## Œuvres principales
- Kitâb tajârib al-umam wa ta'âqib al-hemam (Le livre des expériences des nations et des conséquences des ambitions) : histoire universelle depuis le Déluge jusqu'en l'an 980, la partie jusqu'en 907 étant essentiellement une reprise de l'Histoire de Tabari, la partie originale couvrant les années 907-980 et étant à partir de 952 le récit d'un témoin et participant des événements (Édition : Henry Frederick Amedroz et David Samuel Margoliouth, The Eclipse of the 'Abbasid Caliphate. Original Chronicles of the Fourth Islamic Century, 7 vol., Le Caire-Oxford-Londres, 1914-21 ; Leone Caetani, The Tajârib al-umam, or History of Ibn-Miskawayh, reproduced in facsimile from the MS. at Constantinople in the Ayâ Sûfiyya Library, 3 vol., Leyde, E. J. Brill, 1909-17) ;
- Tahdhîb al-Akhlâq (Le raffinement du caractère)[5], parfois appelé Taharat al-a'raq (La pureté des dispositions) : traité d'éthique fondé sur l'idée platonicienne de dualité corps-âme, décrivant la façon dont l'harmonie peut être établie entre les différentes parties de l'âme, ce qui est la formule du bonheur (Édition : nombreuses éditions depuis le XIXe siècle ; notamment celle de Constantin Zureik, Université américaine de Beyrouth, 1966, et 1968 pour la traduction anglaise ; traduction française de Mohammed Arkoun, Traité d'éthique. Tahdhîb al-Akhlâq wa tathîr al-a'raq, Institut français de Damas, 1969) ;
- Tartîb al-sa'âdât wa manâzil al-'ulûm (La hiérarchie des bonheurs) (Édition : A. al-Tubajî al-Suyûtî, Le Caire, 1928) ;
- Kitâb al-fawz al-aṣghar (Le petit livre du succès) (Édition : S. 'Odeima, Académie tunisienne Beït al-Hikma, Tunis, 1987, avec une traduction française de Roger Arnaldez) ;
- Kitâb al-ḥikmat al-khâlida (Le livre de la sagesse éternelle), traduction en arabe d'un ouvrage en pehlevi intitulé Jâwîdân khirad : recueil de propos de sages persans, indiens, grecs, arabes, musulmans (Édition : 'A. R. Badawî, Dâr al-Andalus, Beyrouth, 3e éd., 1983) ;
- Kitâb al-ḥawâmil wa l-shawâmil (Le livre des examens et des brèves réponses) : texte sous forme dialoguée contenant un panorama de ses idées dans les débats intellectuels de son temps (Édition : A. Amîn et A. Saqr, Le Caire, 1951).

## Opuscules et fragments
- Risâla fi mâhiyyat al-'adl wa bayân aqsâmi-hi (Traité sur la justice) (Édition : Mohammed Arkoun, Hespéris-Tamuda, 1961, p. 11-17).
- De l'âme et de l'intellect et Des plaisirs et des douleurs (Édition : Mohammed Arkoun, « Deux épîtres de Miskawayh (mort en 421/1030) », Bulletin d'études orientales XVII, Institut français de Damas, 1962, p. 20-65 et 66-74).

Mohammed Arkoun a publié, sous le titre « Textes inédits de Miskawayh (m. 421) », douze textes courts à contenu philosophique (Annales islamologiques V, Institut français d'archéologie orientale, Le Caire, 1963, p. 191-205) : Le Testament spirituel (exhortation à la philosophie) ; deux extraits d'une Épître sur la nature ; des extraits d'un Épître sur la substance de l'âme ; un texte qui est en fait une traduction arabe des propositions 15, 17, 21 et 54 des Éléments de théologie de Proclus ; et d'autres textes de sujets variés (l'âme et ses facultés, l'astronomie, la question de la mort volontaire...). Ces textes ont été traduits en français par Grégoire Cuvelier (« les "Textes inédits" attribués à Miskawayh. Présentation et traduction », Revue philosophique de Louvain, vol. 87, 1989, p. 215-234).
Des poèmes de Miskawayh (avec une notice biographique) sont cités dans le Tatimmat al-Yatîma d'Abu Mansur al-Tha'alibi (I, p. 96-100, éd. Abbâs Eqbâl, Téhéran, 1934).
Parmi les textes perdus, il faut signaler deux traités de pharmacologie mentionnés par Ibn al-Qifti. 